# 海拔

1. 海洋
2. 参考椭球体
3. 局地铅垂线
4. 大陆
5. 大地水准面

垂直距离比较

海拔，对应英语术语还可翻译为高度或深度，这个术语的定义基于了所用语境（航空，几何，地理考察，体育，大气压力，等等）。作为一般性定义，高度就是一个点或物体与一个参考基准面之间通常在垂直或“向上”方向的距离测量。在“向下”方向的垂直距离测量一般称为深度。这个参考基准面通常是根据语境而变化的。这个术语最常用于一个位置距离海平面的高度，通常以平均海平面做标准来计算为平均海拔；在地理学中，更偏好对此使用术语相对高度（英語：elevation）。

## 各地水平原點
不同的海域的海平面高度是不一样的，如巴拿马运河的太平洋側海平面比大西洋側海平面高20厘米。
- 中国大陸：海拔采用青岛港验潮站的长期观测资料推算出的黄海平均海面作为基准面（零高程面）。
- 香港：以香港主水平基準為測量基準點。
- 台灣：以基隆港的平均海面作為基準，實際測量基準點以國立海洋科技博物館旁設置「台灣水準原點」作為測量基準點。
- 日本：以東京灣的平均海面作為基準，實際測量的基準點位於東京都千代田區舊参謀本部陸地測量部/國會前庭的「日本水平原點高」。
- 英國：1915年5月至1921年4月英國西南岸康沃爾郡紐林的平均海面「Ordnance Datum Newlyn」
- 荷蘭：阿姆斯特丹的平均海面「Normaal Amsterdams Peil」
- 美国：以曼哈顿湾的平均水位为测量基准

## 備註
- 地球表面海拔最高的地点：（8848.86米）
- 地球表面海拔最低的地点：马里亚纳海沟（-10994, 最低點 -11034米）
- 陆地（未被海洋覆盖的地表）最低点：南极洲东部登曼冰川覆盖的峡谷深处 低于海平面3500米。
- 高海拔: 2000m 中海拔:1500m 半低海拔: 200m 亚低海拔：0m  超低海拔：-10m
- 代表植物:高海拔:桦木 中海拔: 針葉林 低海拔: 橡木

## 外部連結
- . Apex (altitude physiology expeditions).   [2006-08-08]. （原始内容存档于2017-08-03）.
- . U.S. Centennial of Flight Commission.   [25 January 2006]. （原始内容存档于2006年3月9日）.
- Downloadable ETOPO2 Raw Data Database (2 minute grid) Archive.today的存檔，存档日期2012-12-14
- Downloadable ETOPO5 Raw Data Database (5 minute grid) Archive.today的存檔，存档日期2012-12-14
- Calculate true altitude with these JavaScript applications （页面存档备份，存于）
- Find the altitude of any place （页面存档备份，存于）